# Rahime Perestu Sultan
Rahime Perestu Sultan o Rahîme Pîristû Vâlide Sultân  (en turco otomano: پرستو قادین‎   , " misericordia " y " golondrina "; c. 1830 - c. 1906), también conocida en occidente como Rahime Kadın o Perestu Sultan, fue la primera esposa legal del Sultán Abdulmecid I del Imperio Otomano. Se le otorgó el título y la posición de Valide Sultan (Reina madre) cuando Abdul Hamid II, su hijo adoptivo, ascendió al trono en 1876 convirtiéndola en la última Valide Sultan del Imperio Otomano en portar el título como madre del sultán reinante.

## Primeros años de vida
De origen circasiano, aunque otras fuentes apuntan a que nació en Sochi localizado en ese entonces en el Imperio Ruso, Perestu nació posiblemente alrededor de 1830 o 1826en una familia noble Ubykh. Tenía una hermana, Mihrifidan Hanım (fallecida en 1865),que era la esposa de Fazıl Bey, hijo de Yusuf Pasha.
Esma Sultan, la hija de Sultan Abdul Hamid I vivió con lujo en su magnífica villa en Estambul, pero aun así su vida transcurrió con tristeza porque no podía tener lo que más deseaba en la vida; un hijo propio, la sultana finalmente decidió adoptar un niño. Después de llegar a términos satisfactorios con la madre y el padre, Esma adoptó a Perestu de tan solo un año de edad como su hija propia. Esta también tenía una hermana adoptiva llamada Nazif Hanim, adoptada también por Esma Sultan.
Era particularmente diminuta, delicada y agraciada en belleza, por lo que la rebautizó como Perestu, que en persa significa gloriosa o golondrina.Todas las kalfas en la villa de Esma Sultan tuvieron un comportamientos respetuoso y cariñoso con esta niña, como si fuera la hija de una princesa imperial otomana, y de hecho su disposición y modales eran tan encantadores que se volvieron devotos de ella, la joven niña fue nombrada y llamada ''Hanimsultan'' un título que se le dio a las nietas de los sultanes a través de la línea femenina. Perestu fue descrita como una mujer hermosa que poseía una figura pequeña y esbelta con piel blanca translúcida; tenía cabello rubio y ojos azules; su voz era melodiosa, aunque hablaba en voz baja y rara vez, y tenía el cariño y el respeto de todos.

## Casamiento con Abdülmecid I
Como recordó la nieta de Abdülmecid Hamide Ayşe Sultan. Un día de primavera de 1844, su abuelo vino a visitar a su tía y paseaba por los jardines del harén cuando vio a Perestu que contaba con 14 años de edad en ese entonces. Cuentan las crónicas que quedó tan impresionado con ella que su tía le preguntó si estaba bien. Le preguntó su nombre, pero la niña asustada no respondió y salió corriendo. Entonces el sultán se acercó a Esma y le preguntó quién era la ninfa que vive en su casa (la belleza de la joven niña enamoró al sultán a tal punto que se refería a ella como su ninfa). Esma Sultan entendió de inmediato cuál era el problema, pero no lo demostró. Ella dijo que era una de sus criadas y llamó a las niñas con la esperanza de que su sobrino eligiera a una de ellas. Pero Abdulmecid se molestaría y Esma decidió mostrarle a su pupila. Por orden de ella, Perestu sirvió café al Sultán, y cuando Esma y Abdulmecid se quedaron solos, él admitió que la muchacha que servía el café era su ninfa.
Le pidió a su tía que le diera su mano en matrimonio. En primer lugar, Esma Sultan se negó a dar la mano de Perestu en matrimonio; Esma exaltada dijo: “¡Mi querido niño! Esta chica es mi hija; la he estado cuidando desde que tenía un año para poder casarla con una persona importante, y con la debida ceremonia. Quiero ver su boda, eso es todo lo que puedo prometer". Entonces el sultán dijo que no hay nadie más importante que él mismo, y si Esma lo quiere, entonces se casará con Perestu. Ante lo exclamado por su sobrino Esma accedió, siempre que Perestu se convirtiera en su esposa legal y no en consorte en concubinato. Una semana después, Perestu fue enviada al Palacio de Topkapi y se convirtió en la primera esposa legal de Abdulmecid.
La boda tuvo lugar apenas una semana después, el 20 de enero de 1856, en la villa de Esma en presencia de altos funcionarios del Estado. Después de la ceremonia, los recién casados entraron solemnemente en el palacio del sultán por la puerta principal. En el harén imperial, se llevaron a cabo magníficas celebraciones a las que asistieron representantes de la dinastía, las esposas del sultán y los herederos, así como las esposas de los ministros del imperio. Esma no se quedó mucho tiempo en las celebraciones: besó a los recién casados, leyó una oración por su salud y se retiró a su villa, con tranquilidad de que su amada hija tuviera una vida en paz y llena de bendiciones. Se le dio el título de "Mayor Ikbal". En 1845, fue elevada a "Sexto Kadın", en 1851, a "Quinto Kadın", y en 1861, a "Cuarto Kadın".
A pesar del gran amor del sultán, el matrimonio resultó no tener hijos propios. En 1845, cuando la novena esposa de Abdülmecid, Düzdidil Kadın, falleció, dejando una hija, Cemile Sultan, sin madre a la edad de dos años. Abdulmecid la llevó ante su esposa Perestu y la confió a su cuidado.Ocho años después se convirtió en la madre adoptiva de Abdul Hamid II después de la muerte de su propia madre cuando este solo tenía 11 años, Tirimüjgan Kadın, era cercana a Perestu y antes de su muerte le pidió al sultán que le confiara la custodia de su hijo en 1852. Por lo tanto, los dos hermanos crecieron juntos en el mismo hogar y pasaron su infancia juntos.
Poco después de la muerte de su esposo Abdulmecid en 1861, el sultán Abdulaziz le dio a Perestu una villa en Machka, Nişantaşı, donde le gustaba pasar el tiempo. Fue en esta villa donde Piristu se enteró del ascenso al trono de su hijo adoptivo. Habiéndose convertido en una Valide, a menudo se iba a Mačka después de las oraciones de los viernes.

## Descendencia
Perestu no tuvo hijos biológicos, pero adoptó un hijo y una hija de Abdülmejid, cuyas madres murieron a tempanara edad:
- Abdülhamid II (21 de septiembre de 1842 - 10 de febrero de 1918). Su madre biológica fue Tirimüjgan Kadın, fallecida en 1852. 34º Sultán del Imperio Otomano.
- Cemile Sultan (17 de agosto de 1843 - 26 de febrero de 1915). Su madre biológica fue Düzdidil Hanım, que falleció en 1845. Se casó una vez y tuvo tres hijos y tres hijas.

## Como Valide Sultan
Después de que Abdul Hamid II ascendiera al trono en 1876, él le otorgó el cargo de Valide Sultan, título debido a la madre del sultán, y encabezó el harén. Perestu lo crio a él y a Cemile como sus propios hijos y, en agradecimiento, Abdul Hamid le otorgó a su madre adoptiva el título de Valide Sultan. A diferencia de sus predecesoras, Perestu no mostró ningún interés por la política. El mismo Abdul-Hamid creía que la intervención de Şevkefza Sultan (madre de Murad V) y Pertevniyal Sultan (madre de Abdulaziz) afectó negativamente los asuntos del estado y la reputación de la dinastía. 
Al día siguiente de ascender al trono, visitó a su Valide y le dijo: “Ni un solo día me has hecho sentir la ausencia de mi propia madre. Sea como fuere, creo que no eres diferente de mi propia madre, y por lo tanto te concedo el título de madre del Sultán... y todos los derechos y privilegios que conlleva. Pero no quiero que usted se inmiscuya en los asuntos del Estado, ya sea algún tipo de consejo o la protección de algún funcionario”. Sin embargo, Perestu todavía estaba involucrada en los asuntos del palacio; además, era conocida por su religiosidad y dedicaba mucho tiempo a la oración. También participó en recepciones oficiales: por ejemplo, en 1885 durante la visita de Oscar II y Sophia de Nassau, Piristu recibió a la reina sueca en el harén. Perestu se convirtió en la última Valide Sultan en el Imperio Otomano .
Perestu fue la primera mujer en tener este título sin ser madre biológica del sultán, y la última mujer de la historia en ostentarlo, ya que tanto Mehmed V como Mehmed VI, los dos últimos sultanes otomanos, quedaron huérfanos en su ascenso al trono. Abdul Hamid le dijo categóricamente que no se involucrara en política. Así, a diferencia de muchos de sus predecesores, ella no participó activamente en la política, pues, aunque valoraba a su madre adoptiva, creía que la excesiva intromisión de los anteriores Valide Sultans en la política había dañado al Imperio.
En 1879 intercedió ante Abdul Hamid en nombre de su media hermana Mediha Sultan y su madre adoptiva Verdicenan Kadin. La princesa Mediha quería casarse con el hombre del que estaba enamorada en lugar de aceptar un matrimonio arreglado, y buscó la ayuda de la Valide Sultan para presentar su solicitud al sultán. Abdul Hamid aceptó la solicitud.
Tres días antes de que Abdul Hamid se convirtiera en sultán, fue a la villa de Perestu y le besó la mano, reconociéndola como su Valide Sultan, y fue desde allí que se dirigió al Palacio de Topkapi para la ceremonia de homenaje en su ascensión al trono. Perestu amaba esta casa. De vez en cuando ella querría ir allí, pero como Abdul Hamid deseaba absolutamente su presencia en el palacio, le negaba el permiso.Hubo una vez en que el sultán, que quería ver a su madre a su lado, al descubrir su ausencia, envió un carruaje por ella. Perestu quería instalarse permanentemente en la villa, pero Abdul Hamid se opuso. Después de la muerte de su madre, el sultán no pudo quedarse en la villa de Mačka y, por lo tanto, la entregó con todas las propiedades a Ahmed Ryza 
En 1885, durante la visita del Rey Oscar II y la Reina Sofía de Suecia al Imperio Otomano, recibió a la reina sueca, a quien se le permitió visitar el harén imperial.
Los asuntos internos del palacio estaban a su cargo. Pero ella no quería herir los sentimientos de nadie en lo más mínimo, no se inmiscuía en los asuntos, buscaba la justicia y la equidad, y por ser firmemente religiosa pasaba mucho tiempo en la oración. Poseía buenos y altos estándares morales, lo que la llevó a ayudar a los pobres y necesitados.
Abdul Hamid quería especialmente que Perestu asistiera a la Procesión de la Mezquita Real todos los viernes. A veces, después de la ceremonia, ella se escabullía en secreto a su villa, pero cuando Abdul Hamid se enteró, inmediatamente la ayudó a salir del palacio con un carruaje y la trajo de regreso.
En 1891, Perestu encargó una fuente (sebil) en Bala Tekkesi, Silivrikapı y otra fuente (çeşme) en el mismo lugar en 1895.

## Muerte
Tras enfermar a principios de diciembre de 1904. Perestu falleció en 1906 a la edad de aproximadamente 74 años de edaden su villa ubicada en Maçka, Estambul . El servicio tradicional en el que se recita el Poema de la Natividad del Profeta se llevó a cabo en su memoria en el Convento Shaziliya Derviche y en la Mezquita Yıldız Hamidiye . Ella descansa en una tumba ubicada en el mausoleo de Mihrişah Valide Sultan en Eyüp, Estambul. Pero sus restos fueron trasladados a su turbe.

## Honores
- Orden de la Casa de Osman[17]
- Orden de la Caridad[17]
- Orden de los Medjidie[17]

## En la literatura y la cultura popular
- Perestu Kadın es un personaje de la novela histórica de Hıfzı Topuz Abdülmecit: İmparatorluk Çökerken Sarayda 22 Yıl: Roman (2009).[20]

- Perestu Kadın es un personaje de la novela histórica Sherlock Holmes y la espada de Osman de Tim Symonds. (2015).[21]

- En la serie de televisión de 2017 Payitaht: Abdülhamid, Perestu Kadın es interpretado por la actriz turca Şefika Ümit Tolun .[22]

## Otras lecturas
- Osmanoğlu, Ayşe (2000). Babam Sultan Abdülhamid. Mona Kitap Yayinlari. ISBN 978-6-050-81202-2.

- Datos: Q4845407
- Multimedia: Rahîme Perestû Sultan / Q4845407